# Ганс (Оклахома)
Ганс (енгл. Gans) град је у америчкој савезној држави Оклахома.

## Демографија
По попису из 2010. године број становника је 312, што је 104 (50,0%) становника више него 2000. године.
| Група             | 2000.       | 2010.       |
| Белци             | 147 (70,7%) | 216 (69,2%) |
| Афроамериканци    | 2 (1,0%)    | 6 (1,9%)    |
| Азијати           | 0 (0,0%)    | 0 (0,0%)    |
| Хиспаноамериканци | 1 (0,5%)    | 11 (3,5%)   |
| Укупно            | 208         | 312         |